# Sistema di scrittura

Per la legenda dei colori, vedere la descrizione dell'immagine.

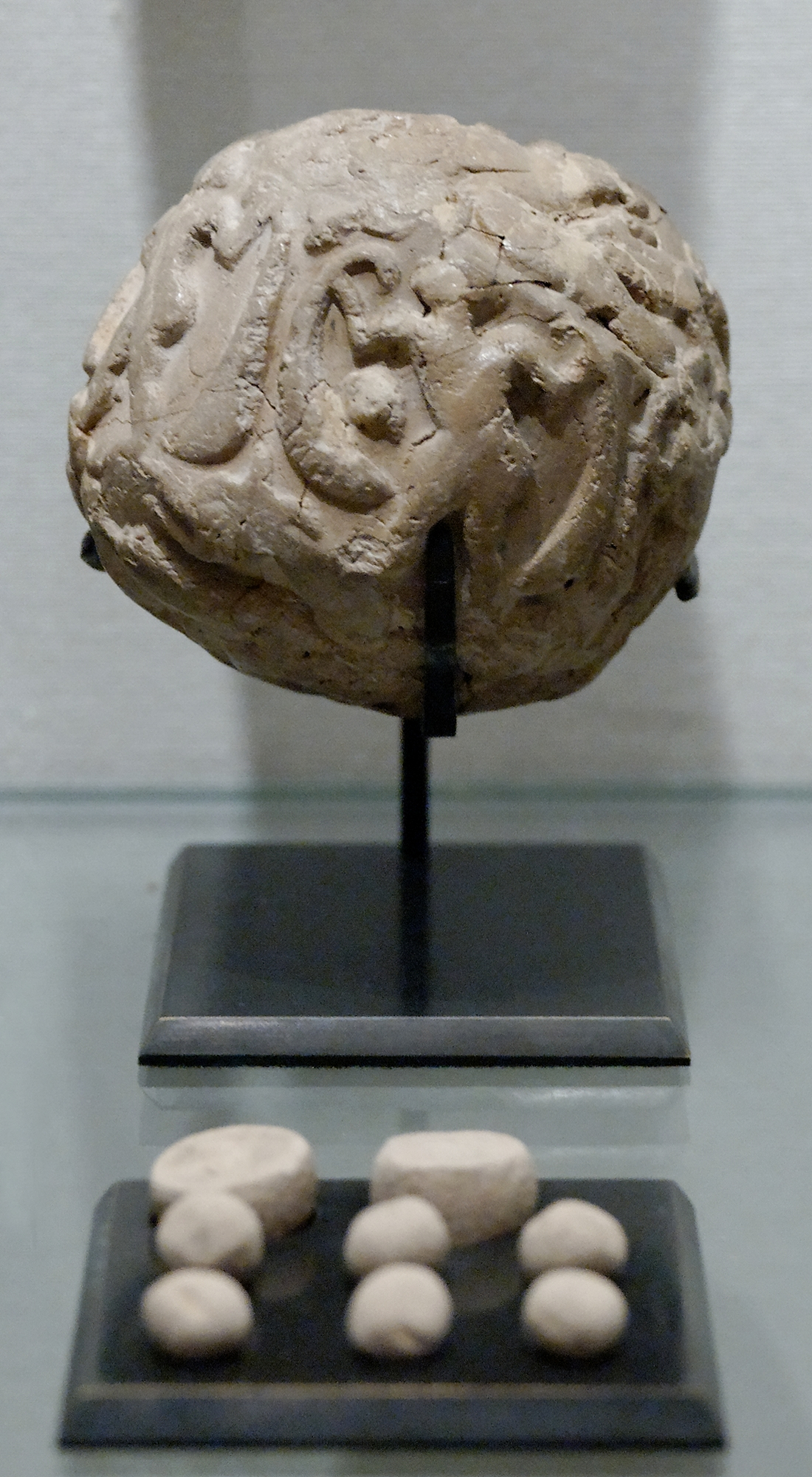
Periodo di Uruk: bulla con gruppo di gettoni di contabilità (calculi), da Susa. Museo del Louvre.

Un sistema di scrittura è un codice usato per la comunicazione scritta legata alla capacità del linguaggio ed è composto da segni grafici che rappresentano delle unità linguistiche e da regole che permettono di combinarli.

## Caratteristiche
Un sistema di scrittura è composto da un insieme di grafemi e da regole che permettono di combinarli per poter mettere in atto il processo di scrittura. I grafemi sono le più piccole unità funzionali del sistema di scrittura alle quali si può associare una unità linguistica (che, a seconda della tipologia del sistema di scrittura, può essere un fonema, una sillaba o un morfema).
La grafemica è la disciplina linguistica che si occupa di studiare le relazioni che sussistono tra i grafemi e le unità linguistiche rappresentate, oltre alle regole di combinazione dei grafemi stessi tra di loro: studia quindi le caratteristiche e gli elementi dei sistemi di scrittura.
Parallelamente alla relazione che sussiste tra i fonemi e i foni nei sistemi fonologici, l'effettiva realizzazione dei grafemi – unità teoriche, frutto dell'analisi grafemica – sono i grafi: nell'uso comune, i grafi (come a volte anche i grafemi stessi) sono spesso chiamati "simboli", "caratteri" o (soprattutto per i sistemi alfabetici) "lettere". I sistemi di scrittura del mondo sfruttano spesso uno stesso insieme di grafi: ogni sistema utilizzerà in maniera propria i grafi, organizzandoli secondo regole grafemiche specifiche ed esclusive di ogni singolo sistema.
Un insieme di grafi è chiamato scrittura o script: ad esempio la scrittura latina – cioè l'insieme di "grafi latini" – è usata dall'alfabeto latino (per il quale sono stati sviluppati i grafi dagli antichi romani), dall'alfabeto italiano, dall'alfabeto inglese, da quello turco e da moltissimi altri sistemi di scrittura europei e non europei (la scrittura latina è infatti quella più diffusa al mondo).

## Storia

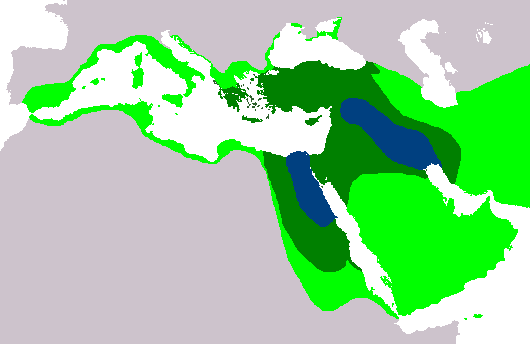
La diffusione della scrittura nel XXIII secolo a.C. (blu), nel XIII secolo a.C. (verde scuro) e nel III secolo a.C. (verde chiaro).

I sistemi di scrittura sono stati preceduti da sistemi di proto-scrittura, che erano sistemi di memorizzazione simbolica con sistemi scrittori parziali. L'invenzione del primo sistema di scrittura è contemporaneo con l'inizio dell'Età del bronzo nel tardo Neolitico. La scrittura cuneiforme del sumerico e i geroglifici egizi sono generalmente considerati i primi sistemi di scrittura sviluppatisi intorno al 3400-3200 a.C. Si ritiene che il sistema di scrittura sumerico sia un'invenzione indipendente; tuttavia si dibatte sulla possibilità che i geroglifici egizi siano sorti indipendentemente o per diffusione culturale. Un dibattito simile esiste per il sistema di scrittura cinese che si è sviluppato intorno al 1200 a.C.
I sistemi di scrittura mesoamericani pre-colombiani (tra cui l'olmeco e la scrittura maya) si sono molto probabilmente sviluppati in maniera indipendente.
Si ritiene che il primo sistema di scrittura abjad sia comparso prima del 2000 a.C. nella penisola del Sinai, sviluppato da popolazioni semitiche. Il primo vero alfabeto è quello greco che permise di segnalare le vocali a partire dall'800 a.C. L'alfabeto latino, suo discendente, è attualmente il sistema di scrittura più diffuso.

## Classificazione
Molti approcci sono stati considerati per classificare i sistemi di scrittura e il più diffuso è quello di suddividerli in tre grandi categorie: sistemi logografici, sistemi sillabici e sistemi alfabetici; tuttavia, ognuno di questi può trovarsi in tutti i sistemi di scrittura in proporzioni diverse, spesso rendendo difficile categorizzare il sistema in maniera univoca.
Classificazioni più recenti, basate su criteri di analisi più soddisfacenti, sono state proposte, ad esempio, da DeFrancis e Faber: i due studiosi basano la loro classificazione sull'unità linguistica rappresentata dai segni grafici (i grafemi) dei sistemi di scrittura.

### DeFrancis
DeFrancis istituisce una categoria principale che semplicemente chiama immagini: queste sono divise in due classi, immagini di non-scrittura (come le iscrizioni rupestri) e immagini di scrittura (i sistemi di scrittura veri e propri). Le immagini di scrittura, attraverso il processo del rebus sono storicamente interpretati come sistemi sillabici, in cui ad ogni segno corrisponde una sillaba. Infine, questi sistemi sillabici sono suddivisi da DeFrancis in:
- sistemi sillabici puri: come la Lineare B, i kana e il sillabario cherokee;
- sistemi morfo-sillabici: come il sistema di scrittura cuneiforme, il sistema di scrittura cinese e la scrittura maya;
- sistemi consonantici, a loro volta suddivisi in:
  - morfo-consonantici: come il geroglifico egizio;
  - consonantici puri: come l'alfabeto arabo e quello ebraico
  - alfabetici che possono essere:
    - fonemici puri: come l'alfabeto latino;
    - morfo-fonemici: come l'alfabeto inglese.

### Faber
Faber classifica i sistemi di scrittura secondo due livelli: quello di linearità e quello di codifica.
Il livello di linearità riguarda quali elementi sono rappresentati graficamente in successione: questi elementi possono essere le sillabe (allora si parla di sistemi lineari per sillabe), oppure i segmenti fonetici (allora si parla di sistemi lineari per segmenti); i sistemi lineari per sillabe rappresentano in successione delle sillabe, mentre quelli lineari per segmenti rappresentano in successione i segmenti (ossia dei fonemi).
Il livello di codifica indica invece come sono codificati i segni per le sillabe: questi possono essere codificati per sillabe (quindi ad ogni segno corrisponde una sillaba ed ognuno di questi segni sarà diverso dagli altri), oppure codificati per segmenti (quindi ci sono dei segni per delle sillabe "base" che possono essere modificati per rappresentare sillabe che cambiano per un solo segmento, generalmente quello vocalico). Faber classifica così i sistemi di scrittura:
- sistemi logografici: come il sistema di scrittura cuneiforme, il sistema di scrittura cinese e la scrittura maya
- sistemi fonografici
  - lineari per sillabe
    - codificati per sillabe: come il cherokee e la Lineare B;
    - codificati per segmenti: come la scrittura devanagari;

  - lineari per segmenti
    - completi: come l'alfabeto italiano;
    - difettivi: come l'alfabeto fenicio e quello arabo.

## Principali sistemi di scrittura

### Sistemi logografici
I sistemi logografici sono sistemi di scrittura che rappresentano tramite grafemi le parole (o meglio, i morfemi): dunque ogni grafema logografico (chiamato logogramma) ha, oltre ad un valore fonetico, anche un valore semantico (ossia rappresenta un significato). Gli esempi più conosciuti di sistemi logografici sono quello cinese, il geroglifico egizio e il cuneiforme.

### Sistemi sillabici
I sistemi sillabici o sillabari rappresentano le sillabe che combinate formano le parole: ogni grafema corrisponde ad una sillaba e generalmente le sillabe rappresentate sono del tipo consonante+vocale o solo vocale. Un esempio di sillabario è quello cherokee.

### Abugida
Negli abugida o "alfasillabari" i grafemi rappresentano le sillabe ma, diversamente dai sillabari, ogni sillaba non ha un segno diverso: generalmente, le consonanti hanno un grafema "di base", con una vocale inerente (che quasi sempre è a), al quale si aggiungono segni diacritici per segnalare le altre vocali. L'esempio più citato di abugida è quello della scrittura devanagari.

### Abjad
Gli abjad sono sistemi di scrittura che rappresentano principalmente solo le consonanti: spesso le vocali possono essere segnalate opzionalmente tramite l'uso di diacritici. Esempi di abjad sono l'alfabeto fenicio, l'alfabeto arabo e quello ebraico.

### Alfabeti
Un alfabeto è un sistema di scrittura in cui i grafemi rappresentano i fonemi. Esempi sono gli alfabeti latino, italiano, greco, georgiano e cirillico.